# Kosuke Yamamoto
Kosuke Yamamoto (født 29. oktober 1989) er en japansk fodboldspiller, som spiller for den japanske fodboldklub Júbilo Iwata.